# Александер Коберн
Александер Клод Коберн (англ. Alexander Claud Cockburn; 6 червня 1941 Ірландія, Велика Британія — 21 липня 2012) — американський журналіст та письменник.
Сам Коберн характеризує себе, як радикального ірландського журналіста. Народився в Шотландії, виріс в Ірландії, жив і працював в США з 1973 р., дописував до низки американських видань, таких як Нью-Йорк Таймс, Вол Стріт Джорнал, Нью-Йорк Прес та написав декілька книжок по внутрішній і зовнішній політиці США. Кокберн також піддавав критиці політику США в Центральній Америці, на Близькому Сході, в Європі та Іраку. Він також критикував провідних політиків з Демократичної партії США за нездатність створити дійову опозицію політиці уряду Джорджа Буша в США та на світовій арені.